# Boisseuil
Boisseuil är en kommun i departementet Haute-Vienne i regionen Nouvelle-Aquitaine i västra Frankrike. Kommunen ligger i kantonen Pierre-Buffière som tillhör arrondissementet Limoges. År 2022 hade Boisseuil 2 997 invånare.

## Befolkningsutveckling
Antalet invånare i kommunen Boisseuil
| Referens: INSEE |